# Maxillaria endresii
Maxillaria endresii är en orkidéart som beskrevs av Heinrich Gustav Reichenbach. Maxillaria endresii ingår i släktet Maxillaria och familjen orkidéer. Inga underarter finns listade i Catalogue of Life.